# Torrubiella albotomentosa
Torrubiella albotomentosa är en svampart som beskrevs av Petch 1944. Torrubiella albotomentosa ingår i släktet Torrubiella och familjen Cordycipitaceae.   Inga underarter finns listade i Catalogue of Life.